# Parafia Podwyższenia Krzyża Świętego w Gdańsku
Parafia Podwyższenia Krzyża Świętego w Gdańsku – parafia rzymskokatolicka usytuowana w Gdańsku. Należy do dekanatu Gdańsk-Łostowice w archidiecezji gdańskiej. Została ustanowiona 21 listopada 1947 r.

## Proboszczowie
- ks. kan. Roman Łabonarski (1987 –2023)[1]
- ks. kan. Krzysztof Masiulanis(2023 – )[2][1]